# Лилов, Ангел
Ангел Лилов (болг. Ангел Лилов) — болгарский политик, первый кмет Видина.

## Биография
Ангел Лилов был первым мэром болгарского города Видин. Он занимался торговлей и хранением зерна. Стал мэром города с момента его освобождения и правил до 30 марта 1878 года. Принимал участие в Сербско-болгарской войне 1885 года, участвовал в битве за Брегово и обороне Видина. Получил орден «За храбрость». Наводнение в 1989 году в Видине нанесло большой ущерб мэру, все его запасы пшена и ячменя были затоплены. Ангел Лилов умер в столице Болгарии Софии и был похоронен на местном кладбище.